# Chiesa di San Gioacchino (Narcao)
La chiesa di San Gioacchino è un edificio religioso situato nella frazione di Terraseo, comune di Narcao, centro abitato della Sardegna sud-occidentale. Consacrata al culto cattolico è sede dell'omonima parrocchia e fa parte della diocesi di Iglesias.